# Marsz Szmat

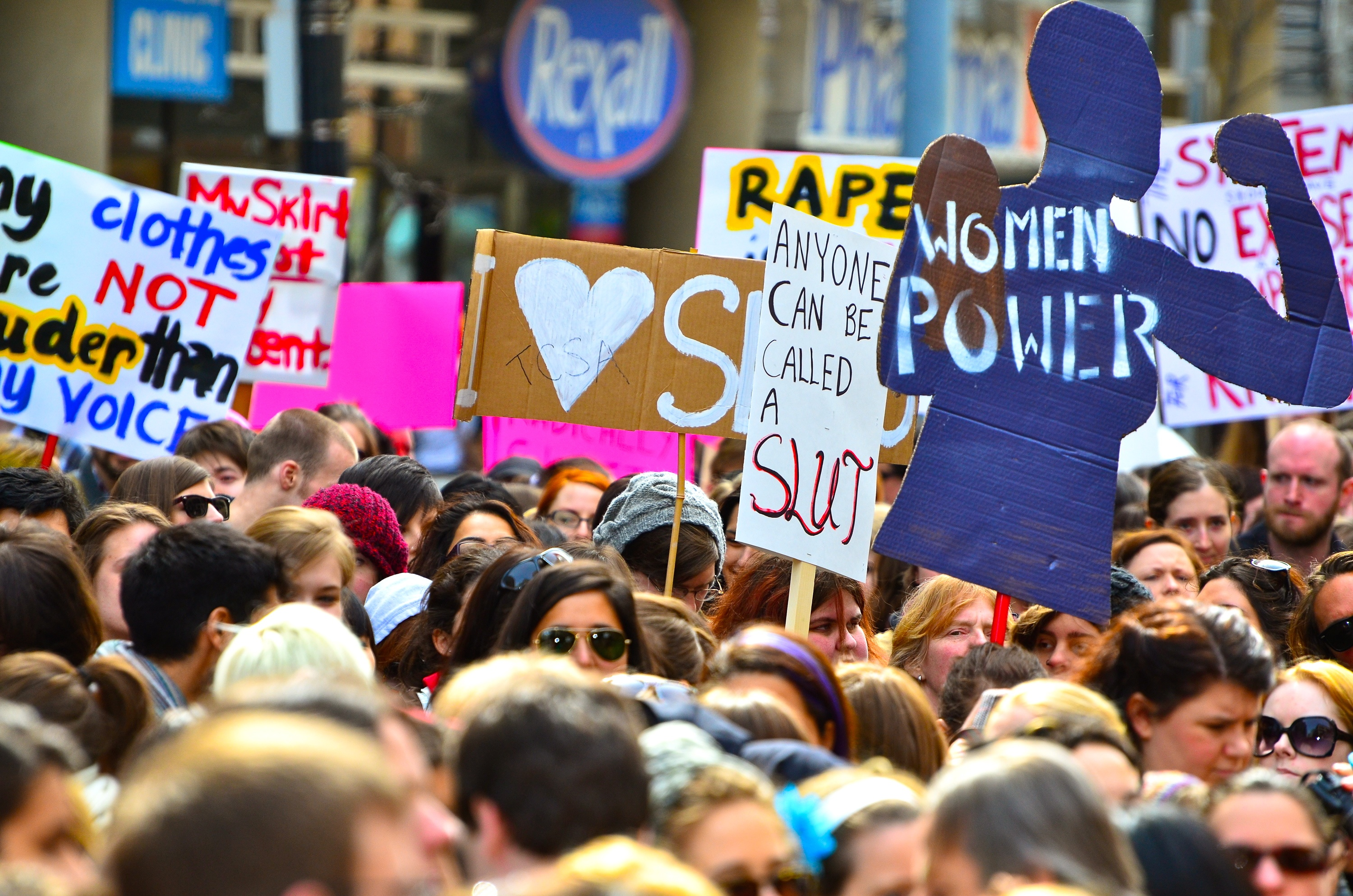
Pierwszy protest zorganizowany w Toronto 3 kwietnia 2011 roku

Marsz Szmat, Marsz Puszczalskich − cykl międzynarodowych protestów zainicjowany manifestacją w Toronto w Kanadzie 3 kwietnia 2011 roku. Uczestniczki i uczestnicy Marszu Szmat (ang. SlutWalk) protestują przeciwko uzasadnianiu lub usprawiedliwianiu gwałtów w oparciu o wygląd zgwałconych kobiet. Początek Marszowi dały słowa oficera policji w Toronto, Michaela Sanguinetti, który stwierdził, że aby być bezpiecznymi, „kobiety powinny unikać ubierania się jak puszczalskie".

## Przyczyna protestów
24 stycznia 2011 funkcjonariusz policji w Toronto Michael Sanguinetti podczas wystąpienia na York University powiedział, że „kobiety powinny unikać ubierania się jak puszczalskie, by nie zostać ofiarami przemocy" (po nagłośnieniu sprawy przeprosił za tę wypowiedź). Inicjatorki Marszu Szmat, Sonya Barnett i Heather Jarvis, zdecydowały, by posłużyć się słowem „puszczalska" w odpowiedzi na tę opinię. Napisały, że kobiety „mają dość dyskryminacji opartej na oskarżeniach o puszczalstwo, bycia osądzanymi na podstawie seksualności i poczucia zagrożenia jako rezultatu tych praktyk".

## Formy protestów
Problematyka kultury gwałtu prowadzi organizatorki i organizatorów marszu do łączenia pochodów z różnymi rodzajami akcji społecznych, które mają na celu uwrażliwienie m.in. na skalę przemocy seksualnej oraz stereotypy na temat jej sprawców i ofiar. Przykładowo, warszawski „Marsz Szmat" w 2013 roku zorganizowano w ramach akcji „Razem przeciw Przemocy Seksualnej". Wydarzenia towarzyszące obejmowały: konferencję naukową „Dość mitów. Psychologiczne, kulturowe i prawne aspekty przemocy seksualnej", warsztaty antyprzemocowe Kobiecej Szkoły Sztuk Walki Wing Tsun, zajęcia Wendo, dwie imprezy klubowe, koncert, kampanię zdjęciową „Nie znaczy nie", w której zachęcano do przesyłania zdjęć z hasłem sprzeciwu wobec przemocy. Podczas marszu odczytano postulaty opracowane na konferencji naukowej i konsultowane ze specjalistkami ds. przemocy seksualnej w radiu TOK FM pt. „Jak przeciwdziałać przemocy seksualnej?" z 12 maja 2013 roku. Stanowiły one podsumowanie rekomendacji na rzecz działań antyprzemocowych i pomocy ofiarom przemocy seksualnej w odniesieniu do służby zdrowia, wymiaru sprawiedliwości, organów ścigania, systemu edukacji i przekazu medialnego. Marsz Szmat mimo wielu kontrowersji rozbudził debatę publiczną na temat ochrony i dostępu ofiar przemocy seksualnej do informacji o przysługujących im prawach, trybie ścigania przestępców seksualnych, dozwolonych formach manifestacji oraz uwewnętrznianiu stereotypów.

## Kalendarium wybranych protestów w ramach Marszu Szmat
- 3 kwietnia 2011 – Toronto, Kanada
- 7 maja 2011 – Boston, USA
- 4 czerwca 2011 – Amsterdam, Holandia
- 4 czerwca 2011 – Canberra, Australia
- 4 czerwca 2011 – Kopenhaga, Dania
- 11 czerwca 2011 – Londyn, Wielka Brytania
- 30 lipca 2011 – Praga, Czechy
- 6 sierpnia 2011 – Helsinki, Finlandia
- 13 sierpnia 2011 – Berlin, Niemcy
- 19 sierpnia 2011 – Buenos Aires, Argentyna
- 19 września 2011 – Santiago de Chile, Chile
- 24 września 2011 – Johannesburg, Republika Południowej Afryki
- 1 października 2011 – Gdańsk, Polska
- 18 maja 2013 – Warszawa, Polska
- 17 maja 2014 – Warszawa, Polska
- 29 maja 2015 – Jerozolima, Izrael
- 21 maja 2016 – Warszawa, Polska.